# Copestylum unicolor
Copestylum unicolor är en tvåvingeart som först beskrevs av Charles Howard Curran 1925.  Copestylum unicolor ingår i släktet Copestylum och familjen blomflugor.
Artens utbredningsområde är Venezuela. Inga underarter finns listade i Catalogue of Life.